# Bernhard Rinner

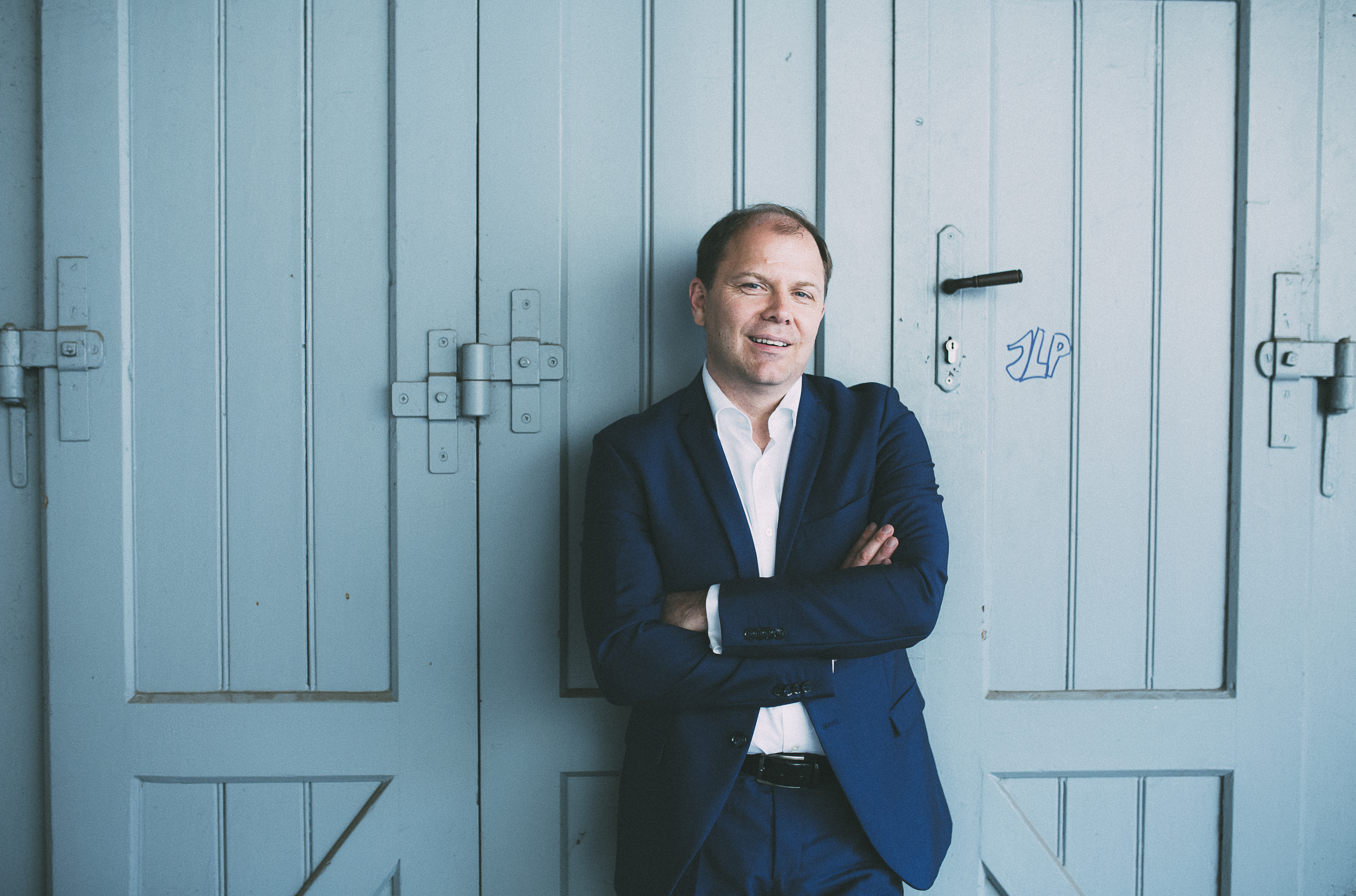
Bernhard Rinner (2017)

Bernhard Rinner (* 8. Februar 1970 in Graz) ist ein österreichischer Kulturmanager und ehemaliger Politiker (ÖVP). Von 2010 bis 2013 war er Abgeordneter zum Landtag Steiermark.

## Leben
Er studierte Rechtswissenschaften an der Karl-Franzens-Universität und an der Université Clermont Auvergne (Frankreich).
Von 1997 bis 2003 arbeitete er als politischer Sekretär bei Hermann Schützenhöfer, von 2004 bis Jänner 2007 war Bernhard Rinner Geschäftsführer der INSTYRIA Kultur Service GmbH. Von 2007 bis 2013 war er Landesgeschäftsführer der Steirischen Volkspartei, 2010 bis 2013 Abgeordneter zum Landtag Steiermark.
Seit dem 1. Januar 2014 ist Bernhard Rinner Geschäftsführer der Bühnen Graz GmbH und zuständig für die Konzernleitung der Bühnengesellschaften Opernhaus Graz, Schauspielhaus Graz, Next Liberty Kinder- und Jugendtheater, Grazer Spielstätten und art + event Theaterservice Graz. Interimistisch leitete er im Jahr 2015 die Oper Graz auch als Intendant. Neben der Initiierung von KLANGLICHT, Österreichs größtem Festival für Lichtkunst, setzte Rinner in dieser Funktion mehrere Maßnahmen zur Digitalisierung des Theaters bzw. von Kunst und Kultur um.
Nach einem sukzessiven Anstieg der Besucherzahlen konnten die Bühnen Graz in der Spielzeit 2016/17 erstmals über eine halbe Million Besucher verzeichnen. Auch die intensivere Bespielung der Schloßbergbühne Kasematten sorgte im Jahr 2017 für einen Besucherrekord.
2019 wurde Rinner in einem Leser-Voting der Kleinen Zeitung zum Kopf des Jahres der Region Graz und Umgebung in der Kategorie Kultur gekürt.
Bernhard Rinner ist Generalsekretär des Theatererhalterverbandes österreichischer Bundesländer und Städte (TEV) und  Aufsichtsratsmitglied der Bundestheaterholding.